# Etterretningstjenesten

Etterretningstjenestens vapen

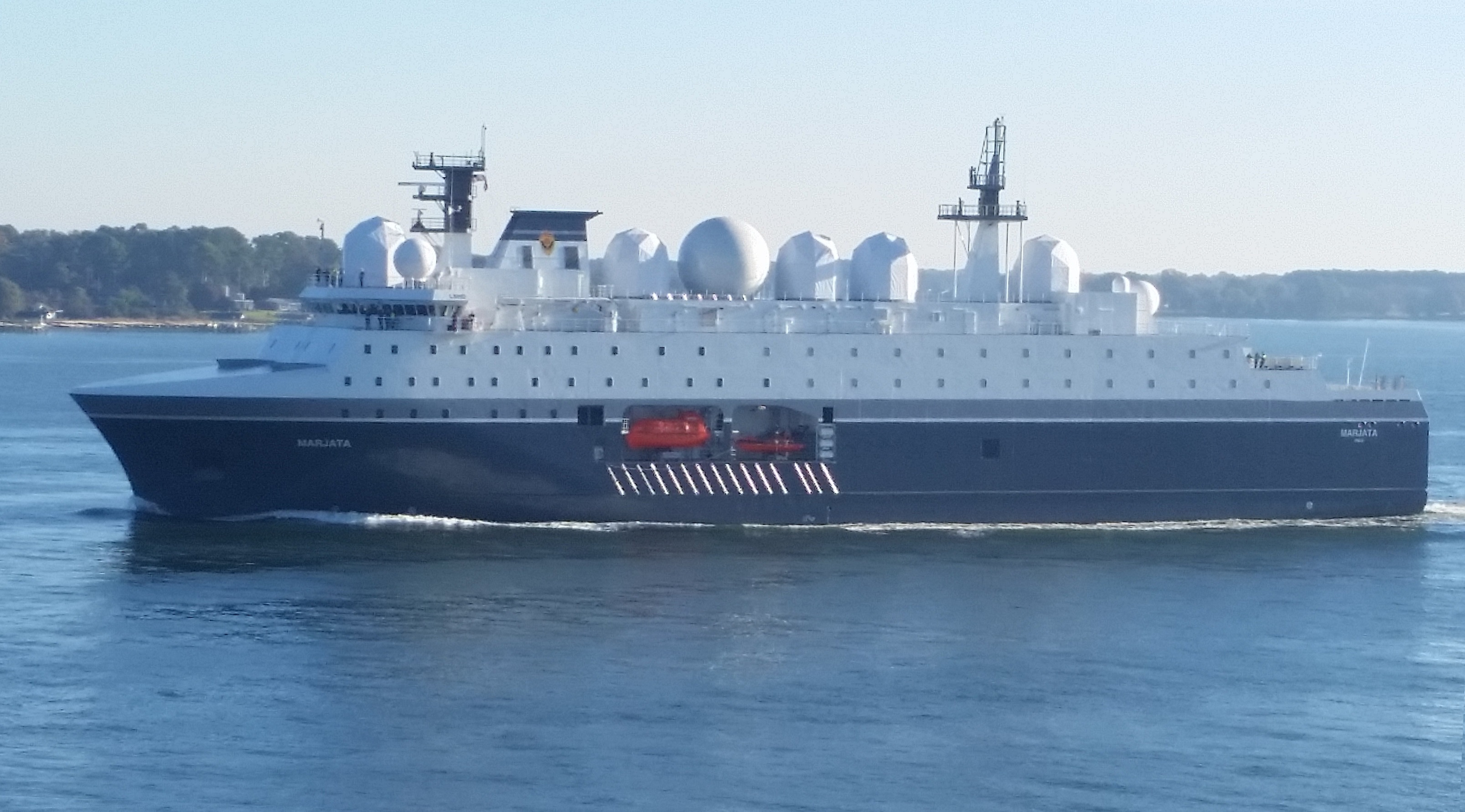
F/S Marjata

Etterretningstjenesten (E-tjenesten, tidigare Forsvarets etterretningstjeneste) är Norges civila och militära underrättelsetjänst. E-tjenesten inhämtar, med hjälp av signalspaning, information utom Norge som angår norska intressen. Informationen bearbetas och analyseras för att ge beslutsunderlag inom områdena utrikes-, säkerhets- och försvarspolitik. Chefen för E-tjenesten är underställd norske överbefälhavaren.
E-tjenesten skapades i samband med att norska exilregeringen etablerade Forsvarets overkommando i London 1942.
Efter kalla krigets slut fick E-tjenesten ett antal nya uppgifter, bland annat underrättelseinhämtning mot internationell terrorism, spridning av massförstörelsevapen och globala miljöproblem. 
E-tjenesten har fem fasta spaningsstationer (Fauske och Andöya kring Lofoten samt Vadsö, Vardö och Kirkenes vid ryska gränsen i norr) samt fartyget F/S Marjata för övervakning av militära aktiviteter på Nordkalotten.
Tillsyn över Etterretningstjenesten utövas av EOS-utvalget, ett utskott underställt Stortinget.
Danmark har en motsvarande organisation i Forsvarets Efterretningstjeneste (FE), Sverige i Försvarets Radioanstalt (FRA) och Finland i Signalprovanstalten.

## Chefer
- 1942–1946 Överste Ragnvald Alfred Roscher Lund
- 1946–1966 Överste Vilhelm Evang
- 1966–1970 Överste Johan Berg
- 1970–1975 Överste Reidar Torp
- 1975–1977 Överste Sven Aage Hauge
- 1977–1979 Överste Fredrik Bull-Hansen
- 1979–1985 Konteramiral Jan Ingebrigtsen
- 1985–1988 Konteramiral Egil Eikanger
- 1988–1993 Generalmajor Alf Roar Berg
- 1993–1998 Generalmajor Olav Bjerke
- 1998–2002 Generalmajor Jan Fredrik Blom
- 2002–2009 Generalmajor, Torgeir Hagen
- 2010–2015 Generallöjtnant Kjell Grandhagen
- 2016-ff Generallöjtnant Morten Haga Lunde